# Paige McPherson
Paige McPherson, född den 1 oktober 1990 i Abilene, Texas, är en amerikansk taekwondoutövare.
Hon tog OS-brons i mellanviktsklassen i samband med de olympiska taekwondo-turneringarna 2012 i London.